# Sant Jaume d'Enveja
Sant Jaume d'Enveja là một đô thị thuộc tỉnh Tarragona trong cộng đồng tự trị Catalonia, phía bắc Tây Ban Nha. Đô thị này có diện tích là 60,8 ki-lô-mét vuông, dân số năm 2009 là 3528 người với mật độ người/km². Đô thị này có cự ly km so với Tarragona.